# Стюарт Литтл (мультсериал)
Стю́арт Литтл — американский мультсериал, основанный на одноимённой книге Э. Б. Уайта и её экранизации. Создан Red Wagon Entertainment и Sony Pictures Television для телеканала HBO Family. 13-серийный сезон был создан в 2003 году.

## Озвучивание
| Актёр              | Роль                                                                                  |
| ------------------ | ------------------------------------------------------------------------------------- |
| Хью Лори           | Фредерик Литтл , отец семейства Литтл                                                 |
| Дейвид Кауфман     | Стюарт Литтл , антропоморфный мышонок, приёмный ребёнок семьи Литтл                   |
| Майлз Джеффри      | Джордж Литтл , первый сын мистера и миссис Литтл и старший ребёнок в семье            |
| Куинтон Флинн      | Снежок , персидский кот семьи Литтл, друг Стюарта                                     |
| Дженнифер Хэйл     | Элеонора Литтл / Марта Литтл , жена Фредерика Литтла / дочь-младенец Фредерика Литтла |
| Андре Сольюццо     | Монти , кот, старый друг Снежка                                                       |
| Мэтт Камински      | Рик Рукус , школьный друг Джорджа                                                     |
| Пэт Фрэйли         | Сокол , злобный сокол, старый враг Стюарта                                            |
| Рэйчел Харрис      | Маргало , антропоморфная канарейка, подруга Стюарта                                   |
| Марк Джон Джеффрис | Уилл Уилсон , друг Джорджа                                                            |
| Джеффри Джонс      | дядя Креншо Литтл , старший брат Фредерика Литтла                                     |

## Список серий
| Номер серии | Названия                                                                       | Оригинальное название                           | Оригинальная дата первого показа |
| --- | ------------------------------------------------------------------------------ | ----------------------------------------------- | -------------------------------- |
| 1 | «Кухонный воришка» («Мясной вор»)                                              | «The Meatloaf Bandit»                           | 1 марта 2003                     |
| По всему городу начинают пропадать мясные рулеты. Стюарт и Джордж считают, что «Похититель мясных рулетов» на свободе. Семья заводит собаку для защиты дома, а дети расставляют ловушки. |                                                                                |                                                 |                                  |
| 2 | «Образцовый водитель» («Водитель в масштабе»)                                  | «A Model Driver»                                | 8 марта 2003                     |
| Мистер и миссис Литтл думают, что они осложняют отношения с Джорджем, так как они позволяют Стюарту делать всё, что он хочет, а Джорджу нет. Джордж решает создать машину, в которой он сможет ездить, как Стюарт в своей машине. |                                                                                |                                                 |                                  |
| 3 | «Дружная команда» («Команда Литтлов»)                                          | «Team Little»                                   | 15 марта 2003                    |
| Джордж и Стюарт регистрируют свою семью в школьном пикнике. По прибытии они встретили семью, которую Стюарт и Джордж обвинили в жульничестве. Стюарт и Джордж пытаются веселиться, несмотря на то, что продолжают проигрывать. |                                                                                |                                                 |                                  |
| 4 | «Он сказал, он сказал» («Каждый о своём»)                                      | «He Said, He Said»                              | 22 марта 2003                    |
| Стюарт участвует в гонке радиоуправляемых машинок. Когда он попадает в аварию, Джордж обвиняет в этом Уилла. |                                                                                |                                                 |                                  |
| 5 | «Замечательный поход» («На лоне природы»)                                      | «The Great Outdoors»                            | 29 марта 2003                    |
| Семья Литтлов отправилась в поход. Пока они собирались отправиться на вершину горы, 2 енота узнали, что у них есть еда и украли рюкзаки. Теперь Стюарт и Джордж должны найти дорогу в лагерь, чтобы вернуться домой. |                                                                                |                                                 |                                  |
| 6 | «Жизнь, свобода и борьба за пиццу» («За жизнь, за свободу и возвращение тако») | «Life, Liberty and the Pursuit of Taco Tuesday» | 5 апреля 2003                    |
| После отмены «Пиццы по вторникам» (Тако-вторника) и замены её рыбными палочками, Джордж предлагает Стюарту баллотироваться в старшие по классу, став конкурентом Ларри Кронка. Стюарт соглашается и создаёт вещи, которые помогут получить голоса: он выпекает печенье, создаёт флаеры, очищает спортивную площадку, улучшает талисман и собирает подписи, чтобы вернуть «Пиццу по вторникам» (Тако-вторник). В итоге Ларри Кронк утверждает, что лучшим старшим по классу будет Стюарт, а он, в свою очередь, передаёт должность Джорджу.                                |                                                                                |                                                 |                                  |
| 7 | «Большой рекорд маленьких» («Большой рекорд Литтла»)                           | «A Little Big Record»                           | 12 апреля 2003                   |
| В дождливый день Стюарт и Джордж заскучали и Фредерик предложил им прочитать книгу. Этой книгой оказывется «Книга Рекордов Большого Боба» — сборник мировых рекордов. Они решают побить рекорд на самую высокую башню из монет. Позже Фредерик покупает более новую «КРББ», где оказывается, что башня должна быть в 2 раза больше. Они хотят перенести её, но она ломается. Так как до приезда Большого Боба оставалось несколько часов, им пришлось что-то быстро придумать. В итоге, Стюарт и Джордж побивают рекорд на самую высокую скульптуру из тунцового паштета. |                                                                                |                                                 |                                  |
| 8 | «Разумное объяснение» («Звери на скейтбордах»)                                 | «Skateboard Dogz»                               | 19 апреля 2003                   |
| Стюарт и Джордж увлекаются скейтбордингом и забывают о работе по природоведению ради фото в журнале. |                                                                                |                                                 |                                  |
| 9 | «Домашнее хозяйство с приключениями» («Приключения и уборка»)                  | «Adventures in Housekeeping»                    | 26 апреля 2003                   |
| Когда миссис Литтл заболела, Стюарт и Джордж должны помочь отцу с домашними делами. |                                                                                |                                                 |                                  |
| 10 | «Слишком быстро» («Немного слишком быстро»)                                    | «A Little Too Fast»                             | 3 мая 2003                       |
| Семья Литтлов пребывает на ярмарку. Стюарт и Джордж хотят покататься на всём, прежде чем отправиться домой. Проходя мимо палатки, Марта замечает мишку и Фредерик обещает ей выиграть его. Пока Фредерик выигрывает мишку, Стюарт и Джордж отправляются кататься. Снежок встречает свою любовь. В спешке они теряют свои билеты, а когда охранник возвращает их, понимают, что кататься нужно, наслаждаясь. По возвращении Фредерик выиграл мишку для Марты и обещал сыновьям вернутся, чтобы выиграть Элеоноре лося, а Снежок узнаёт, что его любовь зовут Джинджер.     |                                                                                |                                                 |                                  |
| 11 | «Работа мелкой не бывает» («Всякая работа важна»)                              | «No Job is Too Little»                          | 10 мая 2003                      |
| Стюарт и Джордж пытаются заработать денег на подарок Элеоноре на день рождения |                                                                                |                                                 |                                  |
| 12 | «Поездка в деревню» («Немного сельской жизни»)                                 | «A Little Bit Country»                          | 17 мая 2003                      |
| Пока Литтлы посещали новую ферму дяди Креншоу, Стюарт встречает своего старого врага — Сокола. |                                                                                |                                                 |                                  |
| 13 | «Разумное объяснение» («На отдыхе»)                                            | «A Little Vacation»                             | 24 мая 2003                      |
| Семья Литтлов отправляется на отдых и останавливаются в отеле, где они договорились встретить дядю Креншоу. Стюарт и Джордж боятся, что отель населён призраками. |                                                                                |                                                 |                                  |